# James Hamilton, I duca di Hamilton
James Hamilton, I duca di Hamilton (Hamilton, 19 giugno 1606 – Westminster, 9 marzo 1649), è stato un nobile e generale scozzese durante la rivoluzione inglese. Fu uno dei capi militari e politici di maggiore influenza durante la guerra dei trent'anni e la guerre dei tre regni.

## Biografia

### Infanzia ed educazione

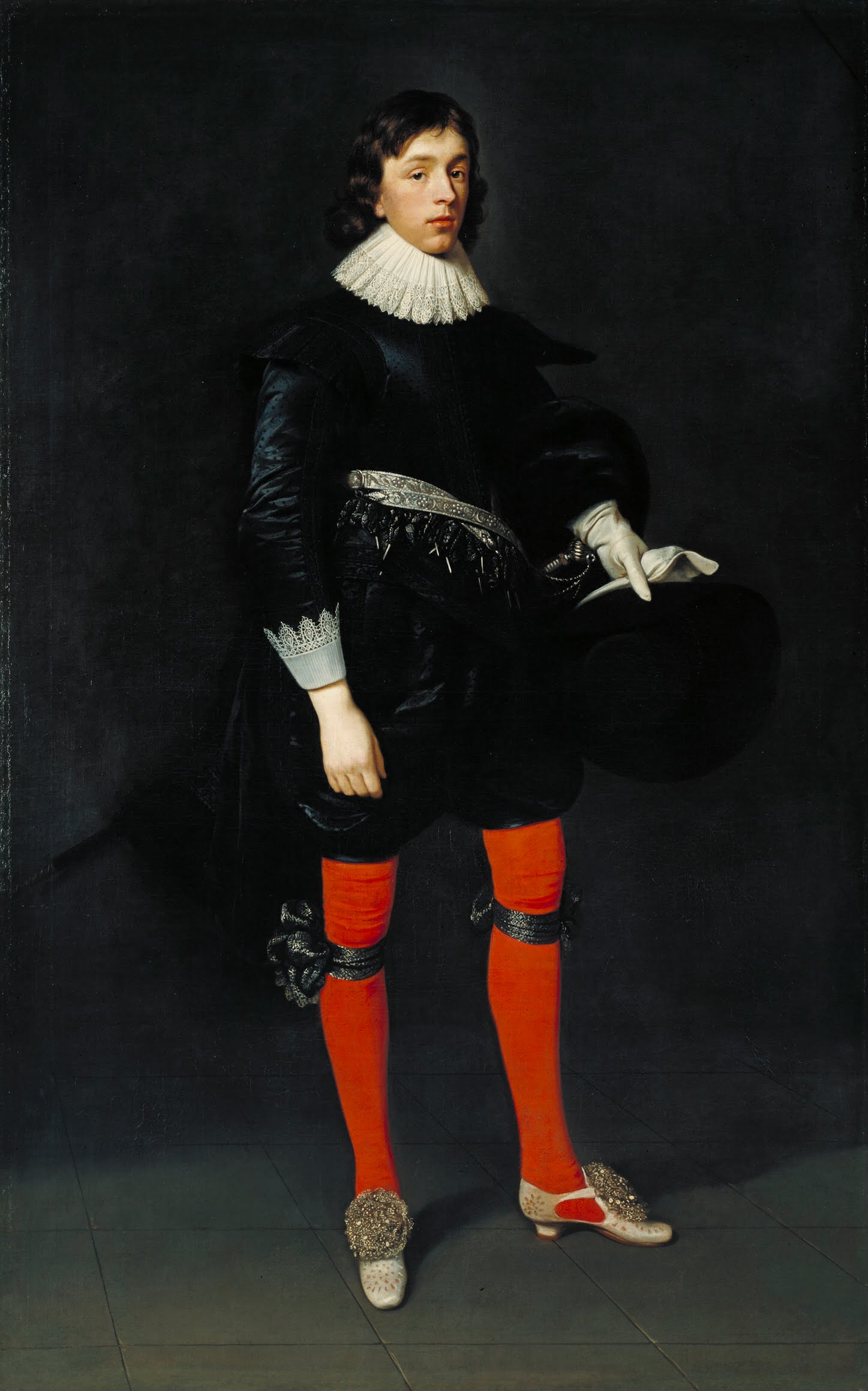
Ritratto del giovane James Hamilton ad opera di Daniel Mytens nel 1623

Nacque nel 1606 da James Hamilton, II marchese di Hamilton e da Lady Ann Cunningham nella residenza di Hamilton Palace, nella regione scozzese del Lanarkshire. Tra i suoi antenati James poteva vantare la principessa Mary, figlia di Giacomo II di Scozia e di Maria di Gheldria.
Dopo la morte nel 1612 di Enrico Federico, principe di Galles, James Hamilton divenne il terzo in linea di successione al trono di Scozia, dopo Carlo, duca di Rothesay, e sua sorella Elisabetta. In seguito alla morte del prozio James Hamilton, III conte di Arran, nel 1609, insano di mente, venne designato conte di Arran.
Studiò al Exeter College di Oxford, dove si diplomò il 14 dicembre 1621.

### Matrimonio

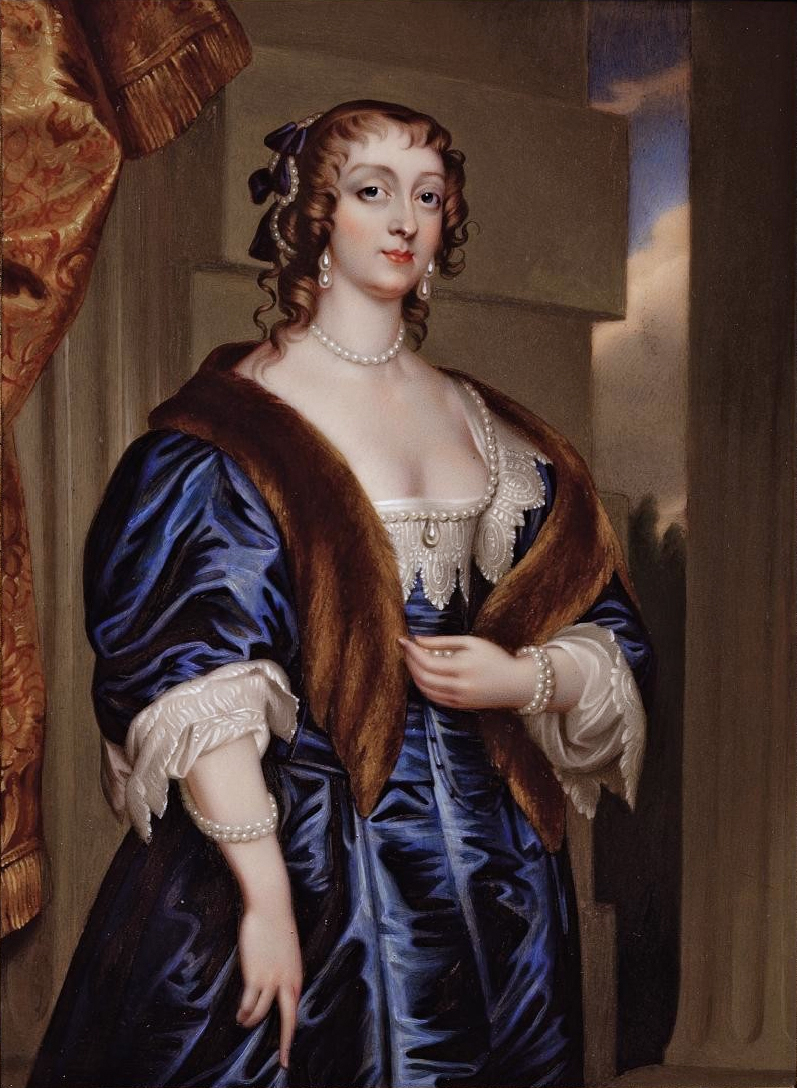
Lady Margaret Feilding, duchessa di Hamilton in un ritratto di van Dyck

Il giovane conte aveva un carattere particolare e in più occasioni si era mostrato con atteggiamenti di sfida nei confronti di George Villiers, I duca di Buckingham. Fu lo stesso Buckingham, quindi, a proporre al conte di Arran di sposare la nipote Mary, figlia di William Feilding, I conte di Denbigh. Hamilton, nonostante i suoi dubbi in materia, accettò la sua proposta. Il 16 giugno 1622 il quindicenne conte di Arran sposò Margaret Feilding, che era più vecchia di lui di nove anni, alla presenza del re.
Dopo la morte dei suoi tre figli il ducato passò al fratello William Hamilton, conte di Lanark. Alla morte di quest'ultimo alla battaglia di Worcester, nel 1651, i titoli scozzesi andarono alla figlia maggiore del duca, Anne, che sposò William Douglas, conte di Selkirk.

### Marchese di Hamilton
Nel 1623 venne nominato Gentiluomo di Camera del Principe di Galles e l'anno successivo fu nominato Lord grande intendente della Casa Reale.
Nel 1625 il secondo marchese di Hamilton morì a Whitehall. La sua morte fu attribuita alla febbre, anche se la velocità della sua morte e la sua giovane età (36 anni appena), fece nascere molti sospetti. Il re Giacomo morì tre settimane dopo. Il giovane nuovo marchese ereditò tutti i titoli dal padre, e anche la stessa rendita che suo padre riceveva dal tribunale, pari a £ 2500 sterline. All'incoronazione del re Hamilton ebbe il diritto di portare la Spada di Stato nella processione dell'Abbazia di Westminster.
Nel 1628 venne nominato Gentiluomo di Camera del re, cavaliere dell'Ordine della Giarrettiera, consigliere privato in Inghilterra e in Scozia e ottenne l'incarico di maestro di stalla, incarico che ricoprì fino al 1644. Rappresentò il re di Boemia al battesimo del giovane principe Carlo.

#### Armata di Hamilton in Germania

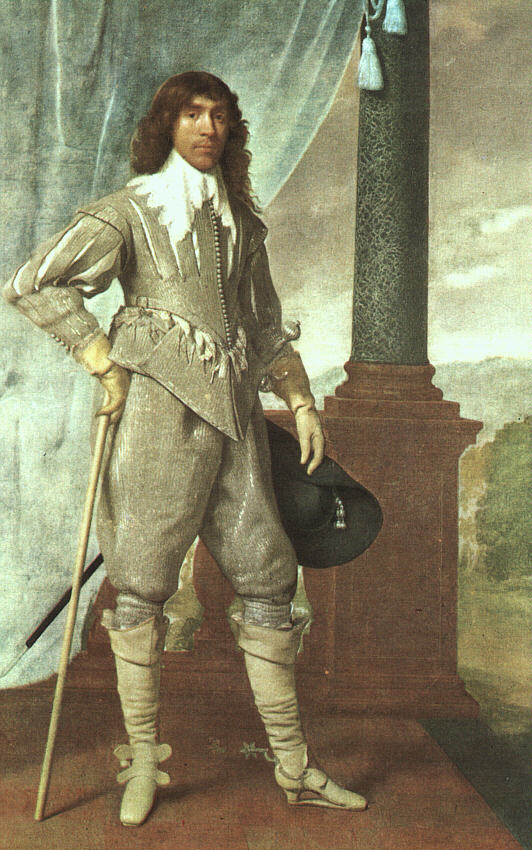
James Hamilton in un ritratto di Daniel Mytens.

Nel 1631 Hamilton creò un proprio esercito personale per assistere il re Gustavo II Adolfo di Svezia nella guerra dei trent'anni in Germania. Con le sue forze riuscì a creare una forza di seimila uomini inglesi e seimila scozzesi con cui, malgrado le diatribe storiche ancora oggi in corso, giunse in Germania assieme ad altri reggimenti come quelli di sir Frederick Hamilton e di lord Alexander Forbes, poste sotto il comando del generale svedese Åke Tott.
Pur non avendo ricevuto un'adeguata formazione militare il marchese di Hamilton ottenne di essere assegnato al maggiore generale Alexander Leslie come suo mentore, dopo che altri ufficiali erano rimasti feriti nei primi scontri. La struttura del comando di questo esercito voluto da lord Hamilton era composta in gran parte da scozzesi. Il generale Alexander Leslie e Alexander Hamilton (generale di artiglieria) vennero supportati dal tenente generale Archibald Douglas.

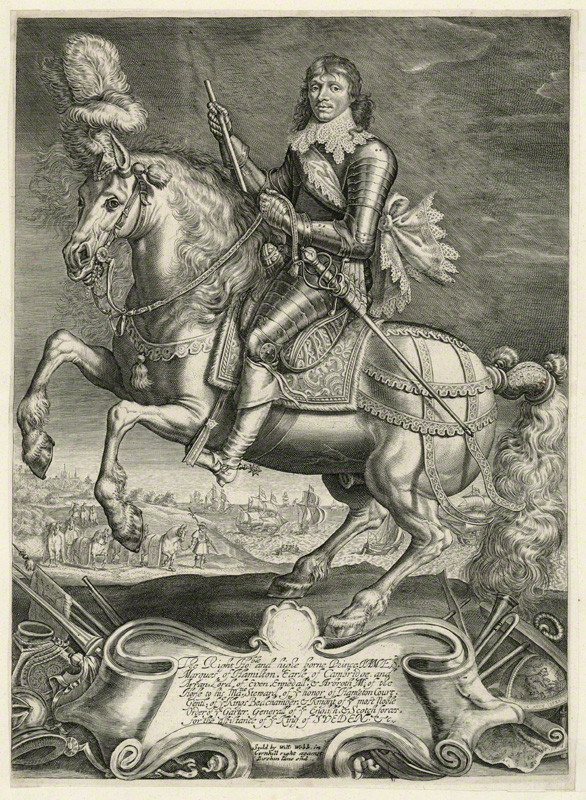
James Hamilton ritratto a cavallo da Willem van de Passe

Malgrado la mancanza di una formazione adeguata le forze di Hamilton apportarono un grande servizio alla causa svedese nella guerra. Erano mal vestiti e male equipaggiati, persero molti uomini a causa dei disagi e delle malattie incontrate, ma quelli che sopravvissero condussero con onore il resto della guerra ponendosi di guardia al fiume Oder mentre Gustavo Adolfo era impegnato a combattere il generale Tilly nella battaglia di Breitenfeld. Successivamente l'esercito di Hamilton si ricollegò a quello del feldmaresciallo svedese Johan Banér e queste forze combinate attaccarono Magdeburgo. Banér era intenzionato a ritirare le proprie truppe dall'assedio della città per l'approssimarsi dell'inverno e per gli scarsi risultati ottenuti fino a quel momento, ma Hamilton propose invece di resistere con un'accorata lettera al generale Banér:
I due eserciti successivamente si divisero, anche se molti degli uomini del marchese continuarono a combattere nella guerra dei trent'anni. Successivamente, coinvolto in una seria disputa con il re di Svezia, fu il marchese stesso a licenziarsi dai suoi incarichi il 22 ottobre 1632 e a fare ritorno in Inghilterra. Molti ufficiali dell'esercito di Hamilton rimasero in servizio alla Svezia, tra cui i generali Alexander Hamilton e Alexander Leslie, ma anche molti ufficiali minori e soldati comuni sopravvissuti.

#### Hamilton e la Scozia
Al suo ritorno in Gran Bretagna Hamilton divenne capo consigliere di Carlo I per gli affari scozzesi. Nel maggio del 1638, dopo lo scoppio di una rivolta contro il nuovo Prayer-Book introdotto nel regno, venne nominato nella commissione scozzese che si occupava di gestire questo malcontento. Descrisse in quest'occasione i Covenanti come "posseduti dal demonio", e, anziché fare tutto il possibile per sostenere la causa del re, si lasciò invece intimorire dai loro capi. Il 27 luglio 1638, a ogni modo, Carlo I inviò Hamilton nuovamente in Scozia con nuove proposte per l'elezione di un'assemblea e di un parlamento. Dopo alcuni scontri sulle modalità di elezione tornò nuovamente dal re dal quale, il 17 settembre di quello stesso anno, venne inviato nuovamente ad Edimburgo, portando con sé una revoca del prayer-book. Il 21 novembre 1638 Hamilton presiedette il primo incontro dell'assemblea nella cattedrale di Glasgow, ma essa venne sciolta ufficialmente appena sette giorni dopo, quando lo stesso Hamilton ribadì come i vescovi locali avessero la responsabilità di tale assemblea. Nonostante questo i membri dell'assemblea continuarono a rimanere in seduta, noncuranti delle disposizioni governative, ed Hamilton dovette fare ritorno in Inghilterra per dare conto del fallimento della sua missione.
La guerra non era ancora stata decisa, ma Hamilton venne scelto per essere posto al comando di una spedizione lungo il fiume Forth per minacciare i Covenanti. Questa volta Hamilton si trovò di fronte il suo mentore militare Alexander Leslie e lo specialista d'artiglieria Alexander Hamilton. Realizzando la forza dei suoi oppositori quando giunse a Forth il 1 maggio 1639 capì quanto i realisti avessero sottostimato quanti gli si opponevano. Tra l'armata lui contrapposta riconobbe anche sua madre, la marchesa Anne Hamilton, la quale era in servizio come colonnello dell'esercito dei Covenanti e che aveva minacciato pubblicamente di sparare anche a suo figlio se fosse stato necessario per impedirgli di entrare in Scozia. Il piano si dimostrò impossibile da attuare e nel giugno di quello stesso anno Hamilton venne richiamato a corte. L'8 luglio 1639, dopo un ricevimento ostile a Edimburgo, diede le proprie dimissioni da commissario. Supportò la proposta di Thomas Wentworth, conte di Strafford di convocare il Breve Parlamento, pur opponendosi strenuamente alle sue decisioni; aiutò Henry Vane il Vecchio con il Lungo Parlamento.

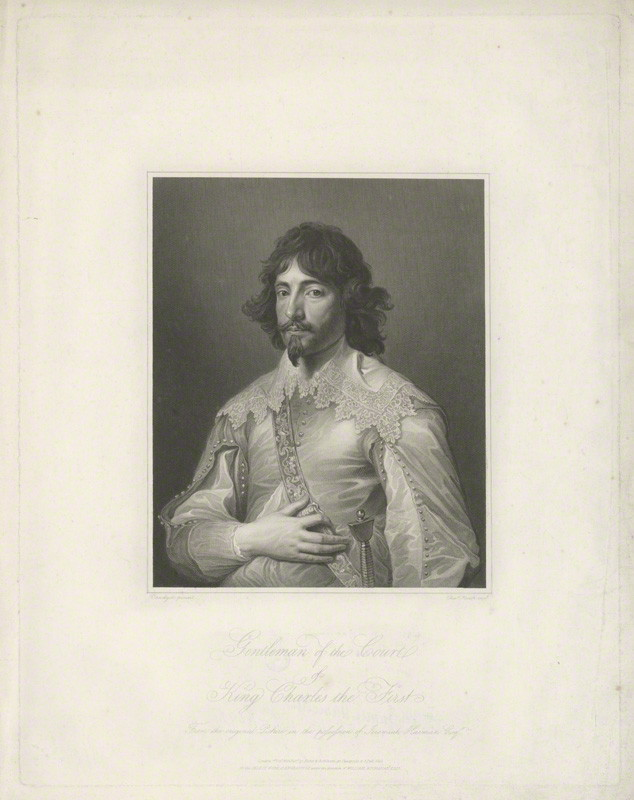
Stampa di James Hamilton su disegno di Anthony van Dyck

Hamilton supportò quindi ora il partito parlamentare, desideroso solo dell'unione della sua nazione, e persuase Carlo nel febbraio del 1641 ad ascoltare questa voce. Alla morte del conte di Strafford (12 maggio 1641) Hamilton dovette confrontarsi con un nuovo antagonista, James Graham, V conte di Montrose, il quale detestava il marchese sia per carattere che per la politica, oltre a ripudiarne la supremazia in Scozia.
Il 10 agosto 1641 Hamilton accompagnò Carlo nella sua ultima visita in Scozia. La sua speranza era quella di riuscire a fare siglare un'alleanza tra il re e Archibald Campbell, VIII conte di Argyll, accettando formalmente il presbiterianesimo e ricevendo quindi l'aiuto degli scozzesi contro le forze del parlamento inglese, ma quando anche questo fallì egli decise di abbandonare definitivamente la causa regia e si schierò con il conte di Argyll. Montrose scrisse al re di avere le prove che Hamilton era stato un traditore. Il re stesso lo definì "molto attivo nel cercare di salvare sé stesso".
Poco dopo scoppiò il complotto noto come "The Incident" tra Argyll, Hamilton e il fratello di quest'ultimo, William Hamilton, conte di Lanark, il 12 ottobre 1641 ed essi vennero costretti ad abbandonare Edimburgo. Hamilton vi tornò poco dopo, sperando comunque di riuscire a mantenere il favore di Carlo I. Ritornò con lui a Londra e lo accompagnò il 5 gennaio 1642 quando entrò in città dopo il fallimento in Scozia. Nel luglio di quello stesso anno ancora una volta Hamilton si spostò in Scozia per cercare di scongiurare l'intervento degli scozzesi nell'imminente scoppio della guerra civile inglese, ma senza successo.

### Duca di Hamilton, sconfitta e condanna a morte

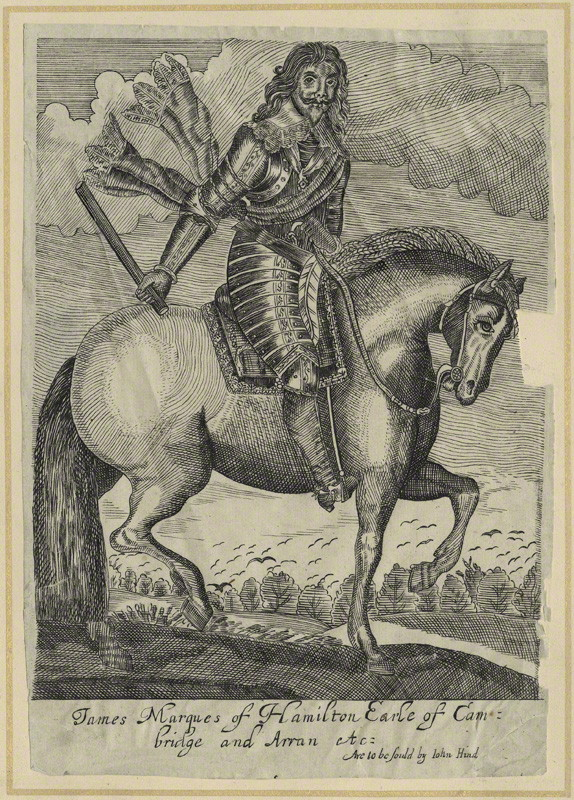
Ritratto equestre di James, I duca di Hamilton
John Hinde, 1643

Il 12 aprile 1643 il marchese di Hamilton ottenne ulteriori titoli di nobiltà come duca di Hamilton, marchese di Clydesdale, conte di Cambridge, le baronie di Aven e Innerdale, oltre ad essere stato investito nuovamente della contea di Arran. La cerimonia si svolse a Oxford, per diretta mano del re Carlo.
Già in precedenza, nel febbraio del 1643, la proposta di mediazione tra Carlo e il parlamento era venuta dalla Scozia, ed Hamilton si era impegnato perché questa delicata fase fosse da lui diretta, ma ancora una volta essa fallì e portò diversi voti allo schieramento del conte di Argyll. Dopo questo fallimento e l'arrivo di Hamilton a Oxford, il 16 dicembre 1643, la sua condotta gli aveva procurato non poco risentimento nei confronti del sovrano ed egli stesso venne imprigionato presso un panettiere locale chiamato Daniells con due servi a guardia della porta della casa.
Nel gennaio del 1644, ancora come prigioniero, venne trasferito al Castello di Pendennis e nel 1645 a quello di St Michael's Mount, dove venne liberato dalle truppe di Lord Fairfax il 23 aprile 1646.
Una volta perdonato, in quello stesso 1646, il re gli conferì l'incarico di Keeper of Holyroodhouse. Fu successivamente ancora impegnato in futili negoziati tra scozzesi e Carlo I a Newcastle.
Nel 1648, in conseguenza del sequestro di Carlo dall'esercito nel 1647, Hamilton ottenne una temporanea influenza e l'autorità del parlamento scozzese su Argyll, e portò una grande forza in Inghilterra a sostegno del re in data 8 luglio 1648.
Si distinse per la fedeltà al re e comandò valorosamente le truppe reali nella Battaglia di Preston, dove egli stesso fu fatto prigioniero il 25 agosto.
Fu processato il 6 febbraio 1649, condannato a morte il 6 marzo per decapitazione, sentenza eseguita in data 9 marzo di quello stesso anno.

## Discendenza
James e Margaret Feilding ebbero sei figli, ma solo una figlia raggiunse l'età adulta:
- Henrietta Maria (1631-1632);
- Anne (1632-1716), in seguito duchessa di Hamilton;
- Susannah (1633-1694), sposò John Kennedy, VII conte di Cassilis, ebbero due figli;
- Charles, conte di Arran (1634-1640);
- James (1635-1639);
- William (1636-1638);

## Ascendenza
|                                          |                                           |                                            | Genitori                           |  |  | Nonni |  |  | Bisnonni                          |  |  | Trisnonni                        |  |
|                                          |                                           |                                            |                                    |  |  |       |  |  | James Hamilton, II conte di Arran |  |  | James Hamilton, I conte di Arran |  |
|                                          |                                           |                                            |                                    |  |  |       |  |  | James Hamilton, II conte di Arran |  |  | James Hamilton, I conte di Arran |  |
|                                          |                                           | Janet Bethune                              |                                    |  |  |       |  |  | James Hamilton, II conte di Arran |  |  |                                  |  |
| John Hamilton, I marchese di Hamilton    |                                           |                                            |                                    |  |  |       |  |  | James Hamilton, II conte di Arran |  |  |                                  |  |
|                                          |                                           | lady Margaret Douglas                      | James Douglas, III conte di Morton |  |  |       |  |  |                                   |  |  |                                  |  |
|                                          |                                           | lady Margaret Douglas                      | James Douglas, III conte di Morton |  |  |       |  |  |                                   |  |  |                                  |  |
|                                          |                                           | lady Margaret Douglas                      | Catherine Stuart                   |  |  |       |  |  |                                   |  |  |                                  |  |
| James Hamilton, II marchese di Hamilton  |                                           | lady Margaret Douglas                      |                                    |  |  |       |  |  |                                   |  |  |                                  |  |
|                                          |                                           | John Lyon, VII lord Glamis                 | John Lyon, VI lord Glamis          |  |  |       |  |  |                                   |  |  |                                  |  |
|                                          |                                           | John Lyon, VII lord Glamis                 | John Lyon, VI lord Glamis          |  |  |       |  |  |                                   |  |  |                                  |  |
|                                          |                                           | John Lyon, VII lord Glamis                 | Janet Douglas                      |  |  |       |  |  |                                   |  |  |                                  |  |
| Margaret Lyon                            |                                           | John Lyon, VII lord Glamis                 |                                    |  |  |       |  |  |                                   |  |  |                                  |  |
|                                          |                                           | Janet Keith                                | Robert Keith                       |  |  |       |  |  |                                   |  |  |                                  |  |
|                                          |                                           | Janet Keith                                | Robert Keith                       |  |  |       |  |  |                                   |  |  |                                  |  |
|                                          |                                           | Janet Keith                                | lady Elizabeth Douglas             |  |  |       |  |  |                                   |  |  |                                  |  |
| James Hamilton, I duca di Hamilton       |                                           | Janet Keith                                |                                    |  |  |       |  |  |                                   |  |  |                                  |  |
|                                          | William Cunningham, VI conte di Glencairn | Alexander Cunningham, V conte di Glencairn |                                    |  |  |       |  |  |                                   |  |  |                                  |  |
|                                          | William Cunningham, VI conte di Glencairn | Alexander Cunningham, V conte di Glencairn |                                    |  |  |       |  |  |                                   |  |  |                                  |  |
|                                          | William Cunningham, VI conte di Glencairn | lady Janet Hamilton                        |                                    |  |  |       |  |  |                                   |  |  |                                  |  |
| James Cunningham, VII conte di Glencairn | William Cunningham, VI conte di Glencairn |                                            |                                    |  |  |       |  |  |                                   |  |  |                                  |  |
|                                          |                                           | Janet Gordon                               | sir James Gordon                   |  |  |       |  |  |                                   |  |  |                                  |  |
|                                          |                                           | Janet Gordon                               | sir James Gordon                   |  |  |       |  |  |                                   |  |  |                                  |  |
|                                          |                                           | Janet Gordon                               | Margaret Crichton                  |  |  |       |  |  |                                   |  |  |                                  |  |
| lady Ann Cunningham                      |                                           | Janet Gordon                               |                                    |  |  |       |  |  |                                   |  |  |                                  |  |
|                                          |                                           | sir Colin Campbell                         | sir Colin Campbell                 |  |  |       |  |  |                                   |  |  |                                  |  |
|                                          |                                           | sir Colin Campbell                         | sir Colin Campbell                 |  |  |       |  |  |                                   |  |  |                                  |  |
|                                          |                                           | sir Colin Campbell                         | lady Marjory Stewart               |  |  |       |  |  |                                   |  |  |                                  |  |
| Margaret Campbell                        |                                           | sir Colin Campbell                         |                                    |  |  |       |  |  |                                   |  |  |                                  |  |
|                                          |                                           | Catherine Ruthven                          | William Ruthven                    |  |  |       |  |  |                                   |  |  |                                  |  |
|                                          |                                           | Catherine Ruthven                          | William Ruthven                    |  |  |       |  |  |                                   |  |  |                                  |  |
|                                          |                                           | Catherine Ruthven                          | Janet Halyburton                   |  |  |       |  |  |                                   |  |  |                                  |  |
|                                          |                                           | Catherine Ruthven                          |                                    |  |  |       |  |  |                                   |  |  |                                  |  |